# Rutten (Nederland)
Rutten is een dorp in de gemeente Noordoostpolder, in de Nederlandse provincie Flevoland. De plaats ligt tussen Lemmer en Emmeloord. Op 1 januari 2023 had het dorp in totaal 1.715 inwoners.
Rutten is een van de zogenaamde groendorpen van de Noordoostpolder. Aan de westkant van het dorp ligt een bedrijventerrein. Het buitengebied is open, met langs de Ruttense Vaart en de Lemstervaart boomstroken. 

## Geschiedenis

### Ontstaansgeschiedenis
Het dorp behoort tot de eerste vijf dorpen die gepland waren rondom de centrumplaats in de Noordoostpolder. In 1938 waren de dorpen nog naamloos en werden aangeduid met de letters B tot F. In 1944 werd de naam Rutten gegeven aan dorp F.
Omdat het aantal dorpen werd verhoogd van zeven naar tien, moest het verkavelingsplan worden aangepast. Om genoeg ruimte te creëren voor de  dorpen Bant en Creil werd Rutten drie kilometer noordelijker gebouwd dan oorspronkelijk gepland. Rutten was gepland op de plek van het barakkenkamp Rutten, waar de nieuwe arbeiders tijdelijk werden gehuisvest totdat de landerijen waren ontgonnen en de boerderijen in het gebied waren gebouwd. 
Door de verplaatsing kwam het dorp bij de bocht in de Ruttense Vaart. In 1950 werd op de plek van het barakkenkamp een loswal aangelegd voor het laden en lossen van binnenvaartschepen. In 1951 werd een weegbrug geplaatst op de loswal. De loswal werd aangelegd bij de zwaaikom die alvast was aangelegd, nog voordat het plan was veranderd om het dorp meer naar het noorden te bouwen.
Ondanks dat Rutten tot de eerste vijf geplande dorpen behoorde was er nog geen dorpsontwerp. Deze werden in een later stadium ontwikkeld. Van oorsprong zou de bouwkundige afdeling van de Directie van de Wieringermeer alle dorpsontwerpen doen, maar omdat het aantal dorpen verhoogd was, werd besloten dat het verstandig was om het ontwerp van een aantal dorpen door externe bureaus moest worden gedaan. Rutten was het tweede dorp die op die manier werd ontworpen. Het uiteindelijke stedenbouwkundige plan werd in 1952 gemaakt door architect en planoloog Wieger Bruin. Hij ontwierp een kruiswegdorp met een vierkante dorpsbrink waaraan zowel de kerken als winkels kwamen te liggen. Ondanks de goedkeuring werd er uiteindelijk besloten de kerken niet bij elkaar te plaatsen aan de brink.
De kruising zorgde voor opdeling in vier sectoren. Planoloog Bruin liet de sector in het zuidoosten onbebouwd en plande hier recreatief groen. Hier ontstond later het recreatiepark Het Groene Kwadrant.
De eerste woningen werden in het voorjaar van 1953 opgeleverd en waren gebouwd in de stijl van de Delftse School.

### Herkomst van de plaatsnaam
De plaatsnaam Rutten is afgeleid van de benaming voor een plaats die Ruthne zou hebben geheten. Deze plaats, waarschijnlijk uitgesproken als 'Roethen', werd in de tweede helft van de 13e eeuw vermeld in een vervalste kopie van een document uit 1132 die de lijst der kapellen van het Sint-Odulfusklooster in Stavoren weergeeft. De plaats zou in de 14e eeuw in de Zuiderzee zijn verdronken. Er werd een tijdlang vanuit gegaan dat de plaats zou gelegen hebben op het eiland Nagele of Nakala, waar het dorp Nagele mede naar verwijst, ten noordoosten van Urk en dus samen met dat eiland verdween. Er werd tevens gedacht dat de plaatsnaam afgeleid zou zijn van het Germaanse woord ‘ruhitha’, dat struikgewas of ruigte betekend.
Maar later werd het veel waarschijnlijker geacht dat het naar de plaats Rottum verwijst, dat nog zo'n 15 kilometer noordelijker is gelegen op het Friese vasteland. In 2020 publiceerde zee-archeoloog Yftinus van Popta in zijn studie naar verdwenen plaatsen en eilanden dat de plaatsnaam Ruthne een verbastering betreft van Rottum en daarmee wel zeker is dat het deze plaats betreft en niet een dorp op een verdronken eiland. De betekenis van deze plaatsnaam is niet duidelijk. Een mogelijkheid betreft dat het verwijst naar een oude waternaam Ratinô. Deze benaming zou 'de schitterende' watergang kunnen betekenen, of 'glinsterende'. Dit is dan verwant aan 'raad' ,als in dageraad. Het kan ook of afgeleid zijn van (a)rat, dat 'uitstekend' of 'uitbuigend' kan betekenen. Een andere duiding kan zijn het verwijst naar 'graven', omdat de oudere vormen met 'u' kunnen verwijzen naar het Indo-Europees element ru-/reu-, die deze betekenis in zich draagt in waternamen.

### Geschiedkundige gebeurtenissen en ontwikkelingen

#### Skelet en muntenvondst in 1954
In november 1954 stuitte een ontginningswerker op een skelet tijdens drainagewerkzaamheden op kavel NA31. Het betrof skelet dat nog puntgaaf was met de laarzen nog aan diens voeten en een klomp munten ter hoogte van de dijbeen. In plaats van direct  melding te maken van de vondst bij de oudheidkundige dienst groef de vinder het zelf uit en bracht het naar kamp Rutten. Als grap legde hij het skelet in zijn bed en de munten werden verdeeld onder de collega's. Later moest alles worden teruggegeven. De munten, zo'n 92 stuks bleken tussen 1534 en 1580 te zijn geslagen. Het skelet was vermoedelijk van een visser die kort na 1580 zou zijn verdronken.
Deze visser zou volgens het onderzoek tussen 20 en 30 jaar oud zijn geweest. Eerst werd er nog gedacht dat het mogelijk een schipper was van een scheepswrak dat werd gevonden in 1949 in de buurt van deze vindplaats. Het schip van het type praam was rond 1770 vergaan, zo wees onderzoek uit na de opgraving in 1985. Daarmee was uitgesloten dat de twee gelinkt waren aan elkaar. Het skelet lag jarenlang in het Museum Schokland, waar het onder de vloer lag onder een glasplaat waarover de bezoekers konden lopen. Omdat er zorgen waren over de staat van het skelet werd het naar het depot van Batavialand verhuisd, waar het samen met de munten sindsdien wordt bewaard.

#### Eerste uitbreidingen van het dorp
De eerste uitbreiding van het dorp Rutten vonden plaats in 1989, de eerste nieuwe woningen werden gebouwd aan de straat De Ruiten. In de jaren 1990 volgde de straat De Gardeniers. Een volgend uitbreidingsplan aan de noordoostkant van het dorp was al uitgewerkt, maar de realisatie van dit plan kwam een stuk later, in 2003 gingen de eerste palen voor de huizen de grond in.

#### Scheepswrak Queen Anne
In 2016 werd door een boer in het oostelijk deel van het buitengebied van Rutten restanten gevonden die duidde op een scheepswrak. In 2018 vond er onder leiding van het Groninger Instituut voor Archeologie (GIA) van de Rijksuniversiteit Groningen een opgraving plaats op die plek en werd een groot deel van het schip gevonden met veel van de spullen en attributen die aan boord waren, van kanonnen en geweren tot meetinstrumenten en gebruikersvoorwerpen. Het zou gaan om een Engels koopvaardijschip van het type straatvaarder uit de 18e eeuw. Het schip werd de Queen Anne genoemd, naar de tinnen lepels die werden gevonden met het wapen van deze Engelse koningin. De spanten van het schip werden op vraag van de boswachter ingegraven in een deel van het natuurgebied Schoterveld bij Bant om een zichtbaar herinnering te geven aan het vergaande schip. Er was geen geld om het hout van het schip te conserveren.

## Monumenten

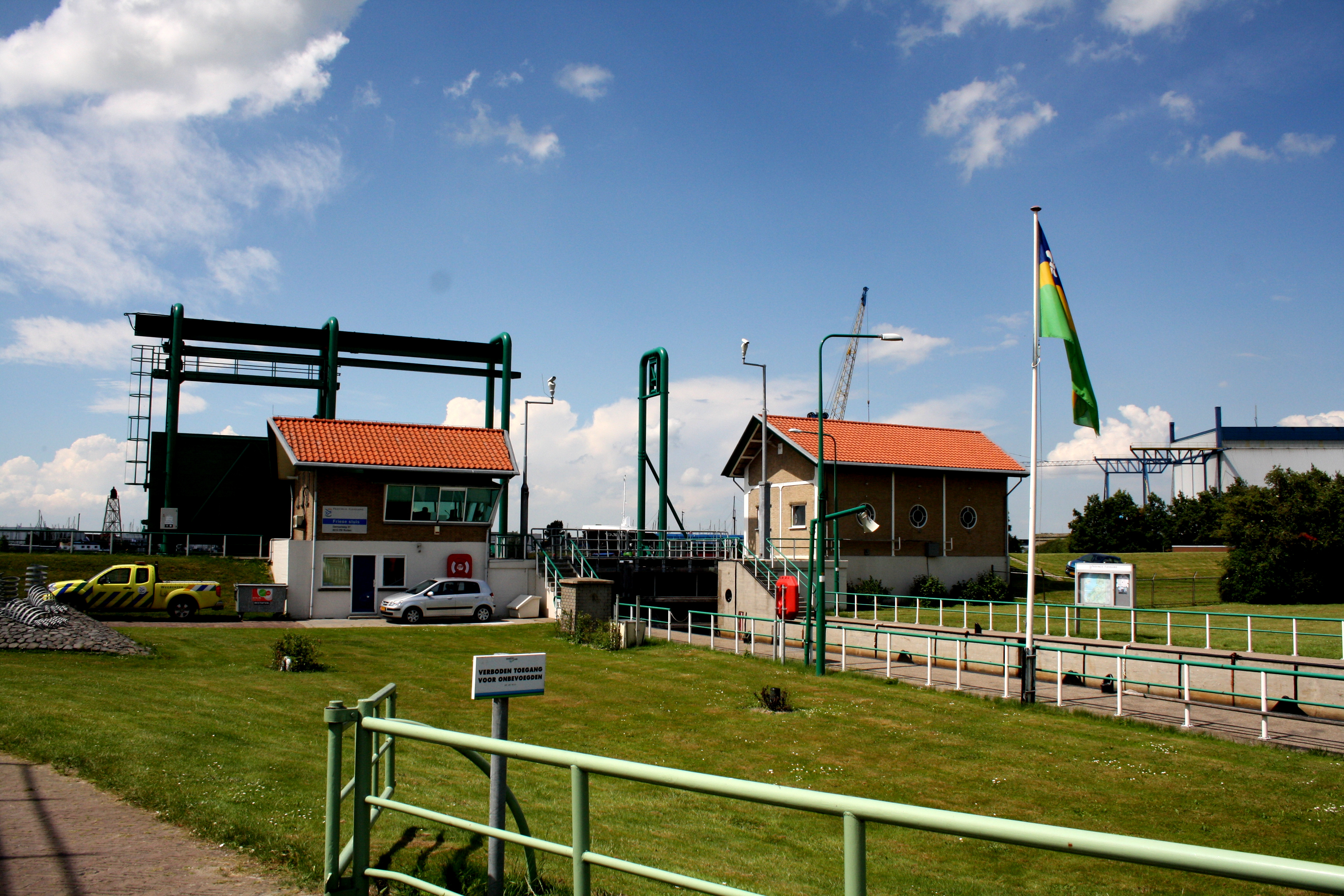
Gemaal Buma en sluis

Het dorp kent een aantal gemeentelijke en rijksmonumenten. Het gaat daarbij om een aantal boerderijen in het dorpsgebied en het Gemaal Buma met de sluis, dat onderdeel is van het gemaalcomplex uit 1941.

## Kerken
In het oorspronkelijke plan van planoloog Wieger Bruin zouden alle drie de kerken aan de dorpsbrink komen te staan, maar later werd besloten daarvan af te zien. Het eerste kerkgebouw werd wel zoals gepland aan de rand van de vierkantige brink geplaatst. De eerste kerk werd tussen 1956 en 1957 gebouwd. Opvallend daarbij was dat het gebouw nauwelijks hoger was dan de omliggende huizen. De kerk werd ontworpen door het architectenbureau uit Hilversum van A. Meijer en Jan H. van der Zee in de zogeheten shake-hands stijl, een middenweg tussen het modernisme en traditionalisme. De kerk heeft vrij eenvoudig portaal (ingang) en kent een vrij sober vormgegeven zaalkerk. In 2005 werd de kerk verbouwd tot een woning, na de fusie met de Hervormde kerk.
De Hervormde kerk, de Emmaüskerk werd pontificaal geplaatst op de noordoostelijke hoek van de brink, in plaats van aan de rand. Het gebouw werd naar een ontwerp van architect Jaap Schipper tussen 1959 en 1960 gebouwd. Het is door zowel de plaatsing als in de hoogte en de massa van het kerkgebouw een dominant beeld in het centrum van het dorp, maar relatief gezien is het geen groot kerkgebouw.  De kerk heeft een grondvorm van zeventien bij zeventien meter. De kerk is gebouwd met traditionele materialen, maar kent een eigentijdse invulling. De kerktoren is 25 meter hoog en schuin afgesneden aan de bovenkant, en de nok van de kerk is naar de toren verlengd.
De andere kerk was de (Sint) H. Servatiuskerk. Deze Katholieke kerk werd op het zuidoostelijke punt van het derde kwadrant van de dorpskern gebouwd tegen over het groene kwadrant. De kerk werd gebouwd tussen 1957 en 1958. De kerk werd ontworpen in de Bossche-schoolstijl door architectenbureau Hendriks uit Rotterdam. De ontwerpers hadden zich laten inspireren door de architectuur van de landbouwschuren in de Noordoostpolder. Het kerkgebouw kreeg daardoor een vrij formele vorm met zowel relatief zware detaillering als kleurgebruik. Het portaal van de kerk wordt gevormd door een witte betonnen rondboog terwijl de kerkzaal vanaf een rechthoekig grondplan is gebouwd. De doopkapel van de kerk werd dwars op de kerk gebouwd en de lage aanbouw kent vierkante raampjes en een plat dak. In februari 2023 werd de laatste viering gehouden in de kerk en werd het op het eind van het jaar verkocht aan een projectontwikkelaar om er woningen van te maken.

## Onderwijs
Van oorsprong kende Rutten verschillende lagere scholen. De scholen waren oorspronkelijk gepland om bij elkaar geclusterd te staan in het zuidoostelijk kwadrant, het groene deel van het dorp. Maar uiteindelijk werd er net als bij de plaatsing van de kerken van dat oorspronkelijke plan afgezien en werden de scholen verdeeld over de kern. In 1953 werden de gebouwen van de christelijke en openbare scholen gebouwd en in 1957 werd de katholieke school gebouwd. In 2021 verhuisde de scholen naar een gezamenlijke gebouw. De openbare en katholieke basisscholen waren dan al enige tijd gefuseerd onder de naam Paulusschool. In 2023 besloten de Paulusschool en de christelijke school Sjaloom verder samen te gaan. De samenwerkingschool kreeg de naam De Leeuwerik met zich mee.

## Geografie
Naast de Lemstervaart en de Ruttensevaart liggen onder andere de Ruttense Tocht, de Noordermeertocht, de Vennetocht en de Gemaaltocht rond het dorp. 
Aan de (noord)westkant van het dorpsgebied ligt het IJsselmeer. In het oosten van het dorpsgebied loopt de A6.

## Sport, cultuur en recreatie
In het vierde kwadrant van het dorp werden, in de beginfase van het dorpsontwikkeling, er aan de straatkant van de kruising een dorpshuis en een gymnastiekzaal gebouwd. Het dorpshuis, De Stiepe genaamd deed tot 2021 dienst, waarna het dat jaar gesloopt werd voor de komst van appartementen. Ter vervanging was in 2021 de multifunctionele accommodatie (MFA) Het Klavier geopend, waarin toen ook de twee scholen kwamen te zitten van het dorp, voordat deze fuseerde tot één school. Het MFA-centrum is de thuishaven voor diverse cultuur- en kleinere sportverenigingen, zoals de toneelvereniging, het piratenkoor en de biljartvereniging.
Daarnaast kent het dorp anno 2024 onder meer de voetbalvereniging RKO, de tennisvereniging TCR, de schaatsclub STC Rutten met een eigen (natuur)ijsbaan, een sloeproeivereniging en een motorcrossclub. Die laatste heeft in het oostelijk buitengebied een eigen circuit, De Ruttense Brug, dat 1250 meter lang is. Naast deze eigen verenigingen kent Rutten anno 2024 een aantal gezamenlijke verenigingen met andere dorpen, zoals de volleybalvereniging, de gymvereniging en de fanfare en orkestvereniging FBCR.
Op recreatievlak kende het dorp onder meer een camping op de velden achter het dorpshuis. Een aantal ondernemers uit Rutten kochten de camping op in 1997 en breide het uit, zo werd het vakantie annex bungalowpark Het Groene Kwadrant gerealiseerd. Jaarlijks wordt er een optocht georganiseerd tijdens het carnaval door de plaatselijke carnavalsvereniging De Leutdelvers.